# Thalang
Thalang (tiếng Thái: ถลาง) là một huyện (Amphoe) ở phía bắc của tỉnh Phuket. Thalang ban đầu là trung tâm của tỉnh Phuket, với tên gọi Mueang Thalang. Người đứng đầu Thalang lúc đó có chức Phraya Thalang (พระยาถลาง). Huyện Thalang đã được lập năm 1898. Huyện này giáp Mueang Phuket và Kathu về phía nam và giáp Takua Thung về phía bắc thuộc tỉnh Phang Nga, hai huyện này được eo biển Pak Prah tách ra.